# فأر الجذور

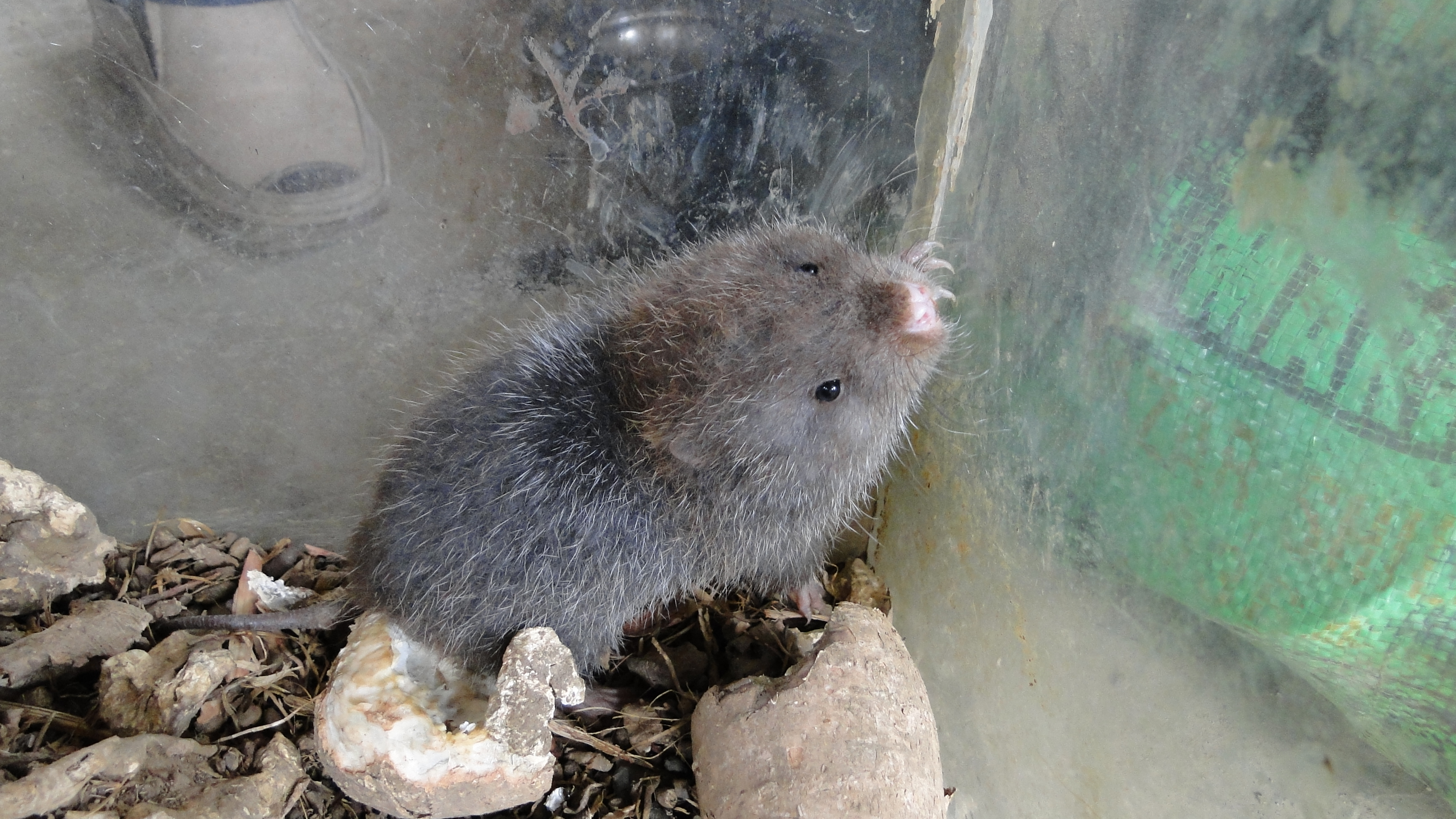

فأر الجذور أو الريزوميس (الاسم العلمي: Rhizomys) جنس حيوانات لبونة قاضمة من الفصيلة الفأرية. أنواعه ستة اجسامها أسطوانية. طولها يراوح من 18 إلى 50 سم. اذنابها دقيقة متوسطة القد تطول من 7 إلى 12 سم. رؤوسها غليظة، شبه مستديرة. أعينها خرزية الشكل. آذانها جدعمة ملساء القوفة. أثوابها تراوح من الأصهب إلى الكستني الجؤوي. اناثها تضع في الصيف من جروين إلى أربعة. قوتها الجذور والحبوب واللحاء تسرح في الليل لالتقاطها. تألف الانفاق التي تخلدها في التربة على أعماق مختلفة تراوح بين 20 و50 سم.